# Jumaqliyah
Jumaqliyah (tiếng Ả Rập: الجومقلية) là một ngôi làng Syria nằm ở phó huyện của huyện Hama ở tỉnh Hama. Theo Cục Thống kê Trung ương Syria (CBS), Jumaqliyah có dân số 1.064 người trong cuộc điều tra dân số năm 2004. Cư dân của nó chủ yếu là người Hồi giáo Sunni.